# Jonathan Cícero Moreira
Jonathan Cícero Moreira, vagy szimplán Jonathan (Conselheiro Lafaiete, 1986. február 27.). Brazil labdarúgó, az Athletico Paranaense hátvédje.